# Triathlon aux Jeux olympiques d'été de 2016
Navigation
Londres 2012 Tokyo 2020
Les épreuves de triathlon des Jeux olympiques d'été de 2016 ont lieu à Fort Copacabana à Rio de Janeiro au Brésil. L'épreuve masculine se déroule le jeudi 18 août et l'épreuve féminine, le samedi 20 août. Un total de 110 athlètes, 55 hommes et 55 femmes, participent à ces épreuves. Le triathlon a fait ses débuts aux Jeux olympiques d'été lors des Jeux de 2000 à Sydney en Australie.

## Format et site

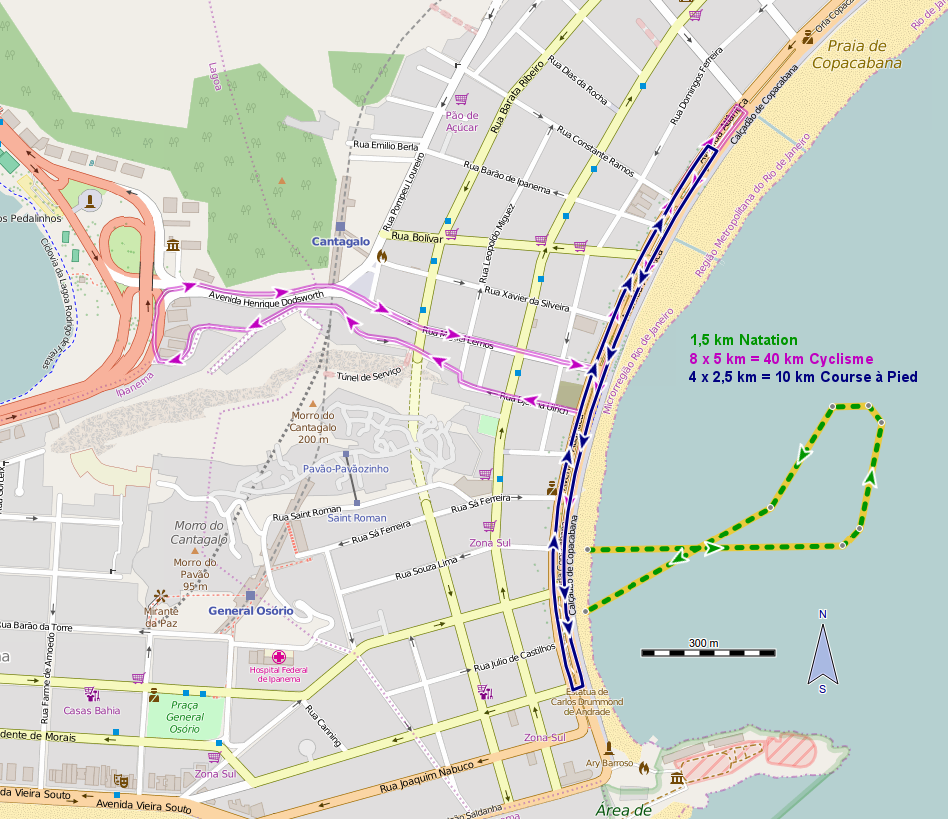
Parcours

La compétition se déroule sur le format standard international courte distance, d'une distance totale de 51,5 kilomètres décomposée en 1,5 kilomètres de natation en eaux vives, 40 kilomètres de vélo de route et 10 kilomètres de course à pied. Les temps de transition entre chaque épreuve font partie du temps global de l'épreuve. Les épreuves masculines et féminines sont différenciées.

## Qualification

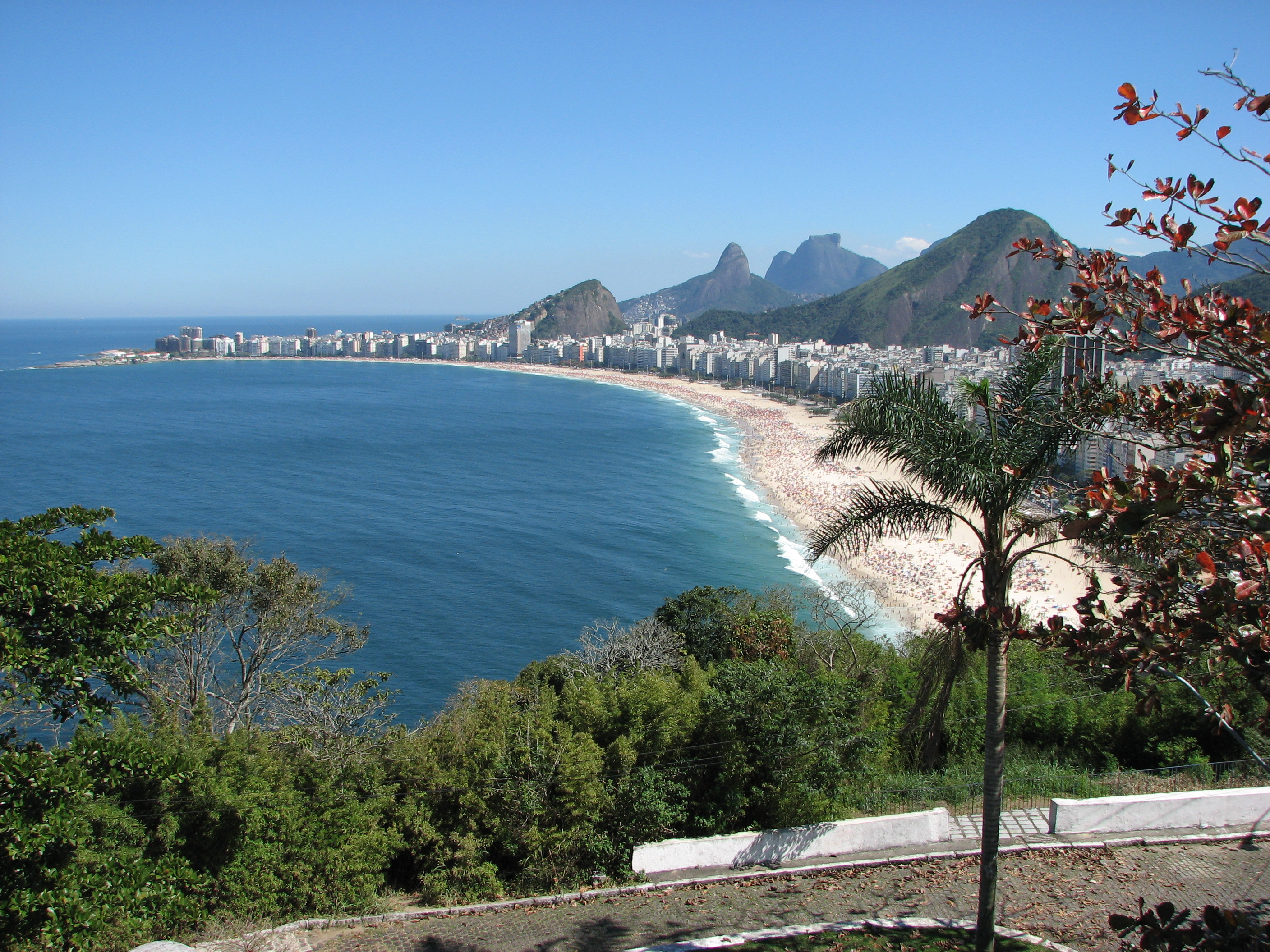
Vue de Copacabana

### Principes
Le nombre total de triathlètes qualifiés pour la compétition est de 110, répartis en 55 femmes et 55 hommes. Dans chaque catégorie 52 dossards sont attribués à l'issue des différents systèmes de qualification. Seules les huit premières nations à qualifier trois hommes et trois femmes au travers des événements de qualification définis peuvent prétendre au maximum de six dossard, toutes les autres ne peuvent prétendre qu'à deux dossards maximum par catégorie. Un dossard par catégorie est attribué au pays organisateur, si celui-ci n'a aucun ou aucune qualifié. Deux autres dossards par catégorie sont attribués par une commission tripartite. La période de qualification se déroule du 15 mai 2014  au 15 mai 2016.

### Règles
L'ensemble des dossards qualificatifs octroyés par le Comité international olympique pour l’épreuve de triathlon olympique sont gérés par la Fédération internationale de triathlon  (ITU). Ils sont attribués par genre, selon des modalités et un quota précisées par un règlement international. Dans l'ordre hiérarchique des attributions : 
- les no 1 à 5 sont attribués aux vainqueurs des épreuves de qualifications olympiques de chaque continent ;
- les dossard 6 à 8 sont attribués aux trois triathlètes totalisant le plus grand nombre de points en ayant participé aux épreuves qualificatives continentales olympiques (s'ils n'ont pas remporté un dossard lors d'un des événements continental) ;
- les dossard 9 à 47 sont attribués aux triathlètes les mieux classés sur le classement olympique ITU, dans le respect des quotas nationaux. Les triathlètes déjà qualifié ne prennent pas part à ce classement. Les points sont issus de participations aux compétitions de triathlon déterminées par la fédération internationale et incluses entre mai 2014 et mai 2016 ;
- le dossard 48  est attribué au pays organisateur ;
- les dossards 49 à 50 sont attribués par la commission tripartite ;
- les dossards 51 à 55 sont attribués selon le classement mondial courte distance ITU dans l'ordre du classement des triathlètes non qualifiés par d'autres attributions.

L'ITU confirme la liste des triathlètes qualifiés de chaque pays le 20 mai 2016, qui doit en retour confirmer l’utilisation de son quota avant le 5 juin 2016. Si des pays ne peuvent utiliser la totalité des dossards auxquels ils peuvent prétendre, les dossards peuvent être réattribués par la commission tripartite, sur la base de la liste du classement mondial ITU et à raison d'un par continent au maximum.

### Attribution
L'attribution des dossards et des places dans l'aire de transition suit des règles précises. Il n'existe par de dossard n°13, les numéros vont jusqu’à 56 pour 55 triathlètes par épreuve. Un tirage au sort permet d'attribuer au premier pays tiré les premiers numéros en fonction du nombre d'athlètes sélectionnés pour le pays. Le reste des numéros est affecté en suivant l'ordre alphabétique des noms de pays. Au sein d'un même pays, les numéros sont également affectés par ordre alphabétique. Chez les femmes, la Pologne obtient les premiers dossards, chez les hommes l'Afrique du Sud porte les premiers numéros. Le numéro indique aussi la position dans l'aire de transition.

## Programme
Toutes les heures correspondent à l'UTC-3
| Course             | Date                | Heure de départ |
| ------------------ | ------------------- | --------------- |
| Triathlon - Hommes | Jeudi 18 août 2016  | 11 h 00         |
| Triathlon - Femmes | Samedi 20 août 2016 | 11 h 00         |

## Tableau des qualifiés
Le 18 mai et le 1er juin 2016, la fédération internationale publie la liste des triathlètes dont la qualification est définitive et confirmée par les fédérations nationales. Ces dernières peuvent disposer de dossards additionnels que le comité olympique peut valider. À l'issue des dernières attributions, 110 triathlètes hommes et femmes sont sur la liste de départ des courses olympiques,
| Pays             | Hommes                | Hommes                 | Hommes                 | Femmes               | Femmes               | Femmes                 |
| ---------------- | --------------------- | ---------------------- | ---------------------- | -------------------- | -------------------- | ---------------------- |
| Allemagne        |                       |                        |                        | Anne Haug            | Laura Lindemann      |                        |
| Afrique du Sud   | Richard Murray        | Henri Schoeman         |                        | Mari Rabie           | Gillian Sanders      |                        |
| Argentine        | Luciano Taccone       | Gonzalo Raul Tellechea |                        |                      |                      |                        |
| Australie        | Aaron Royle           | Ryan Bailie            | Ryan Fisher            | Emma Moffatt         | Erin Densham         | Ashleigh Gentle        |
| Autriche         | Thomas Springer       |                        |                        | Julia Hauser         | Sara Vilic           |                        |
| Azerbaïdjan      | Rostislav Pevtsov     |                        |                        |                      |                      |                        |
| Barbade          | Jason Wilson          |                        |                        |                      |                      |                        |
| Belgique         | Marten Van Riel       | Jelle Geens            |                        | Claire Michel        | Katrien Verstuyft    |                        |
| Bermudes         |                       |                        |                        | Flora Duffy          |                      |                        |
| Brésil           | Diogo Sclebin         |                        |                        | Pâmella Oliveira     |                      |                        |
| Canada           | Tyler Mislawchuk      | Andrew Yorke           |                        | Sarah-Anne Brault    | Amélie Kretz         | Kirsten Sweetland      |
| Chili            | Faquan Bai            |                        |                        | Lianyuan Wang        |                      |                        |
| Costa Rica       | Leonardo Chacón       |                        |                        |                      |                      |                        |
| Danemark         | Andreas Schilling     |                        |                        |                      |                      |                        |
| Équateur         |                       |                        |                        | Elizabeth Bravo      |                      |                        |
| Espagne          | Mario Mola            | Fernando Alarza        |                        | Ainhoa Murua         | Carolina Routier     | Miriam Casillas García |
| Estonie          |                       |                        |                        | Kaidi Kivioja        |                      |                        |
| États-Unis       | Joe Maloy             | Gregory Billington     | Ben Kanute             | Gwen Jorgensen       | Sarah True           | Katie Zaferes          |
| France           | Vincent Luis          | Pierre Le Corre        | Dorian Coninx          | Audrey Merle         | Cassandre Beaugrand  |                        |
| Hongrie          | Gábor Faldum          | Tamás Tóth             |                        | Margit Vanek         | Zsófia Kovács        |                        |
| Irlande          | Bryan Keane           |                        |                        | Aileen Reid          |                      |                        |
| Italie           | Davide Uccellari      | Alessandro Fabian      |                        | Annamaria Mazzetti   | Charlotte Bonin      |                        |
| Israël           | Ron Darmon            |                        |                        |                      |                      |                        |
| Japon            | Hirokatsu Tayama      |                        |                        | Ai Ueda              | Yurie Kato           | Yuka Sato              |
| Jordanie         | Lawrence Fanous       |                        |                        |                      |                      |                        |
| Maurice          |                       |                        |                        | Fabienne Saint Louis |                      |                        |
| Mexique          | Crisanto Grajales     | Irving Pérez Pineda    | Rodrigo González López | Claudia Rivas Vega   | Cecilia Pérez Flores |                        |
| Norvège          | Kristian Blummenfelt  |                        |                        |                      |                      |                        |
| Nouvelle-Zélande | Ryan Sissons          | Tony Dodds             |                        | Andrea Hewitt        | Nicky Samuels        |                        |
| Pays-Bas         |                       |                        |                        | Rachel Klamer        |                      |                        |
| Pologne          |                       |                        |                        | Agnieszka Jerzyk     |                      |                        |
| Portugal         | João José Pereira     | João Silva             | Miguel Arraiolos       |                      |                      |                        |
| Porto Rico       | Manuel Huerta         |                        |                        |                      |                      |                        |
| Tchéquie         |                       |                        |                        | Vendula Frintová     |                      |                        |
| Royaume-Uni      | Alistair Brownlee     | Jonathan Brownlee      | Gordon Benson          | Non Stanford         | Vicky Holland        | Helen Jenkins          |
| Russie           | Alexander Bryukhankov | Dmitry Polyanskiy      | Igor Polyanskiy        | Anastasia Abrosimova | Alexandra Razarenova | Mariya Shorets         |
| Slovaquie        | Richard Varga         |                        |                        |                      |                      |                        |
| Slovénie         |                       |                        |                        | Mateja Šimic         |                      |                        |
| Suède            |                       |                        |                        | Lisa Nordén          |                      |                        |
| Suisse           | Sven Riederer         | Andrea Salvisberg      |                        | Nicola Spirig        | Jolanda Annen        |                        |
| Ukraine          | Ivan Ivanov           |                        |                        | Yuliya Yelistratova  |                      |                        |

## Parcours
La compétition use du même parcours pour les hommes et les femmes.
Le départ natation se fait du bord de plage et non au départ d'un ponton, une courte partie est donc couru avant l'entrée dans l'eau. L'ordre du placement sur la ligne de départ dépend du classement international du triathlète au système de point de la Fédération internationale de triathlon. Les 10 premiers choisissent leur emplacement de départ en aveugle, les autres triathlètes toujours en suivant le classement international choisissent dans les places restantes. Il n'est pas autorisé pour les triathlètes de se replacer pendant la courte  partie d'élancement avant l'entrer dans l'eau. Le circuit de cette épreuve aquatique ne comporte qu'une seule boucle de 1 500 mètres, la première bouée de virage étant situé à 400 mètres du départ. Au sortir de la première transition, le parcours vélo de 40 km s'effectue sur un circuit de huit boucles de 5 km. La principale difficulté de chaque passage étant une bosse de 400 mètres proposant un dénivelé positif de 15%. Au sortir de cette difficulté le tracé emprunte une descente très délicate et difficile pour rejoindre le bord de plage sur quelques kilomètres roulants. Après la seconde transition, les triathlètes entament un parcours de 10 km de course à pied sans grande difficulté, en quatre boucles de 2,5 km avant de franchir la ligne d'arrivée.

## Courses olympiques

### Hommes

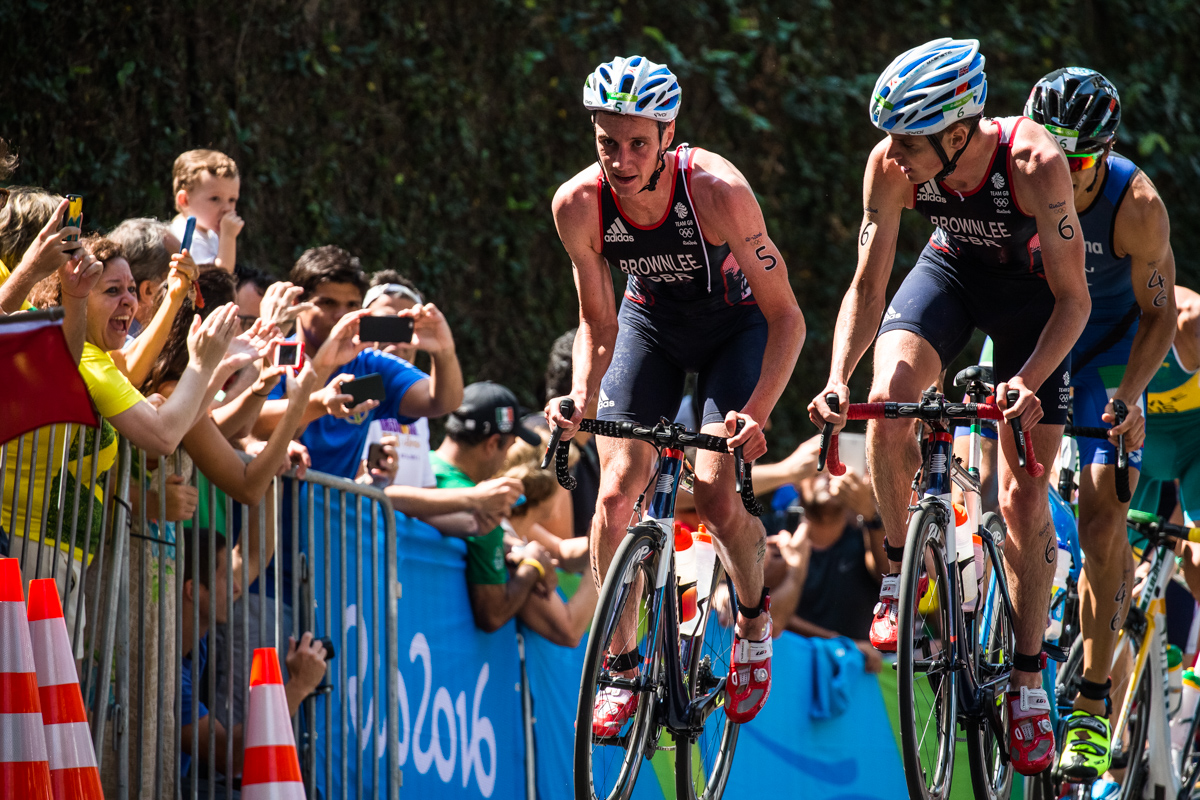
Alisair et Jonathan Brownlee - Rio 2016

L'épreuve masculine s'est déroulé le jeudi 18 et a vu au terme d'une course qui s'est déroulée sous une chaleur écrasante, la deuxième consécration du Britannique Alistair Brownlee, qui conserve son titre olympique et marque l'histoire de l'épreuve olympique
La partie natation est emmenée comme à l'accoutumée par le meilleur nageur du circuit, le Slovaque Richard Varga, avec dans son sillon les deux frères Alistair et Jonathan Brownlee. Les Français Vincent Luis, Pierre Le Corre et Dorian Coninx restent dans le sillage de la tête de course et sortent avec ces derniers pour une transition rapide. Dès le départ de la partie vélo, une échappée composée d'une dizaine de triathlètes dans laquelle le tenant du titre Alistair Brownlee, son frère et Vincent Luis collaborent et imposent un rythme élevé pour isoler et « piéger » les coureurs à pied les plus rapides des circuits internationaux et notamment, l'Espagnol Mario Mola et le Sud-Africain Richard Murray dans un peloton de poursuivants, qui perd plus d'une minute sur la tête de course.
Avec plus d'une minute et vingt secondes, le groupe de tête démarre la course à pied, à l'issue de la seconde transition. Rapidement, les frères Brownlee et Vincent Luis prennent leur distance avec les autres compétiteurs dont le Sud-Africain Henri Schoeman qui reste toutefois à une courte distance du trio de tête qui impose un rythme élevé dans la première boucle. Dès le second kilomètre, le Français subit l’accélération des deux frères à laquelle il ne peut résister et laisse partir les deux britanniques seuls, qui continuent leur course vers un nouveau titre. Lors du dernier tour, Alistair accélère encore et crée un écart avec son frère Jonathan que ce dernier ne parviendra pas à combler. Passant la ligne d'arrivée seul sans pression, le champion olympique en titre savoure sa nouvelle victoire sur la ligne d'arrivée que son frère passe quelques secondes plus tard.
La troisième place revient au Sud-Africain Henri Schoeman qui réalise une course à pied de très haut niveau, son compatriote Richard Murray auteur pour sa part d'une spectaculaire remontée s'empare de la 4e place. Vincent Luis parvient malgré tout à conserver un diplôme olympique en prenant la 7e position, mais ne cache pas sa déception de ne pas avoir remporté la première médaille du triathlon français, objectif ultime de plusieurs années de préparation,

### Femmes

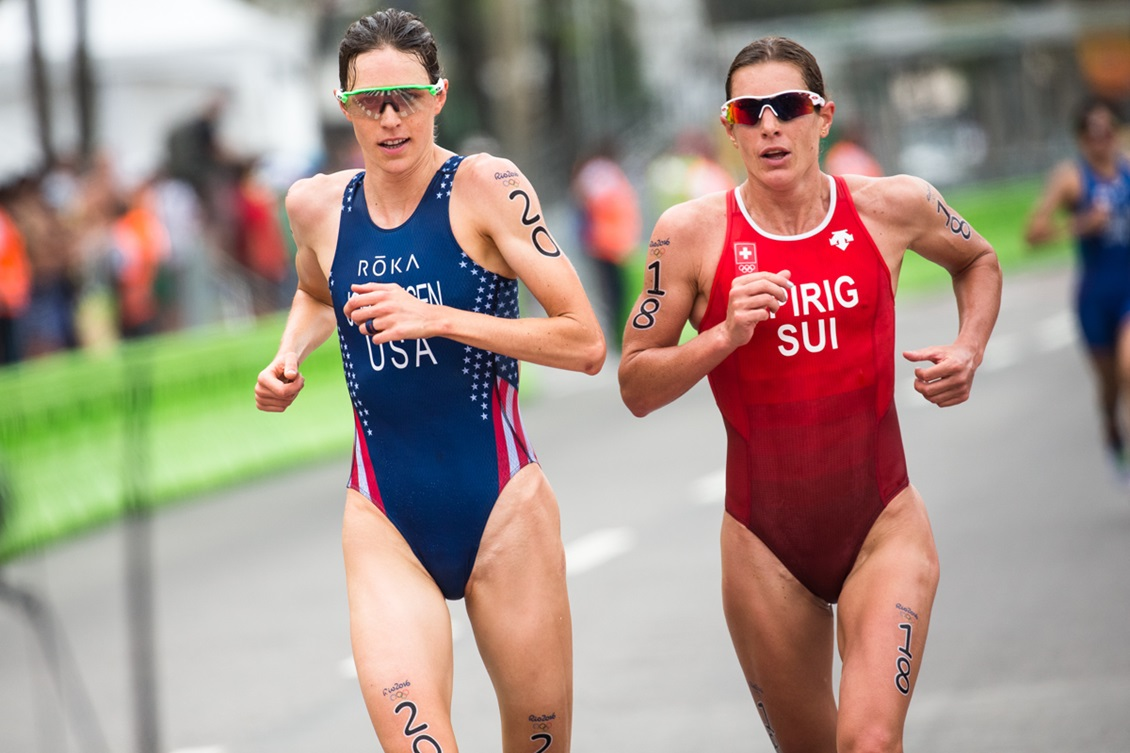
Gwen Jorgensen et Nicola Spirig - Rio 2016

L'épreuve féminine de triathlon s'est déroulée samedi 20 et a sacré championne olympique l'Américaine Gwen Jorgensen, grande favorite et championne du monde en titre sur la distance. La tenante du titre, la Suissesse Nicola Spirig, n'a pas cédé son titre sans livrer un âpre combat, dans tous les segments de la compétition, pour ne lâcher sa couronne olympique que dans les tout derniers kilomètres de la course à pied.
Dès le top départ, la partie natation est emmenée par l'Espagnole Caroline Routier, triathlète parmi les meilleures nageuses du circuit, avec dans son sillage un groupe comprenant la plupart des compétitrices pouvant prétendre au titre, mais aussi quelques débutantes comme les Françaises Audrey Merle et sa compatriote, plus jeune de la compétition Cassandre Beaugrand. Ce groupe est suivi de prés par l'ensemble des compétitrices qui ne seront pas significativement distancées par la tête de course. La sortie d'eau et la première transition créent une scission sans grand écart dans le groupe et c'est sur la première boucle du parcours vélo, dès la première difficulté, que les premières attaques provoquent une échappée de seize triathlètes dont l'Américaine Gwen Jorgensen et la Suissesse championne en titre Nicola Spirig. L'échappée collabore suffisamment pour creuser un écart de trois minutes avec le groupe de chasse à l'arrivée de la seconde transition. Cet écart important ne laissant aucune chance aux triathlètes de ce groupe, de se mêler à la bataille finale pour le titre olympique.
Si la première à sortir du parc pour entamer la course à pied est la Sud-Africaine Mari Rabie, cette dernière est rapidement reprise par Gwen Jorgensen et Nicola Spirig qui sur un tempo de course très élevé, lâche rapidement les autres femmes du groupe et établissent un écart de plus de trente secondes avec les premières poursuivantes, les Britanniques Vicky Holland et Non Stanford suivit de près par la Chilienne Barbara Riveros Diaz. Les premiers tours de la course à pied se résument en un duel tendu entre les deux championnes qui évitent soigneusement de collaborer malgré les demandes répétées de la tenante du titre afin que l'américaine prenne la course à son compte. Au milieu du dernier tour, Nicola Spirig fait mine de ralentir pour obliger Gwen Jorgensen à repasser devant, celle-ci décide alors de placer une fulgurante accélération et parvient à distancer de 40 secondes la championne olympique pour franchir la ligne d'arrivée en vainqueur dans une grande émotion. Nicola Spirig absente du circuit courte distance depuis quelque temps à malgré tout défendu son titre sans concession et avec brio, elle devient la première triathlète à remporter une seconde médaille olympique. La troisième marche revient finalement à Vicky Holland qui bat au sprint sa compatriote Non Stanford,.

## Résultats
Les tableaux présentent les résultats détaillés des diplômés olympiques ainsi que les classements généraux des compétitions,,.

### Classement hommes
| Place                               | Pays           | Triathlète        | Temps           | Nat         | T1   | Vélo        | T2   | CàP         | Écart        |
| ----------------------------------- | -------------- | ----------------- | --------------- | ----------- | ---- | ----------- | ---- | ----------- | ------------ |
| Médaille d'or, Jeux olympiques      | Royaume-Uni    | Alistair Brownlee | 1 h 45 min 1 s  | 17 min 24 s | 50 s | 55 min 4 s  | 34 s | 31 min 9 s  | + 0 s        |
| Médaille d'argent, Jeux olympiques  | Royaume-Uni    | Jonathan Brownlee | 1 h 45 min 7 s  | 17 min 24 s | 50 s | 55 min 4 s  | 33 s | 31 min 16 s | + 6 s        |
| Médaille de bronze, Jeux olympiques | Afrique du Sud | Henri Schoeman    | 1 h 45 min 43 s | 17 min 25 s | 53 s | 55 min 1 s  | 34 s | 31 min 50 s | + 42 s       |
| 4e                                  | Afrique du Sud | Richard Murray    | 1 h 45 min 50 s | 18 min 20 s | 46 s | 55 min 35 s | 35 s | 30 min 34 s | + 49 s       |
| 5e                                  | Portugal       | João Pereira      | 1 h 45 min 52 s | 18 min 3 s  | 46 s | 55 min 53 s | 33 s | 30 min 38 s | + 51 s       |
| 6e                                  | Belgique       | Marten Van Riel   | 1 h 46 min 3 s  | 17 min 27 s | 49 s | 55 min 3 s  | 34 s | 32 min 10 s | + 1 min 2 s  |
| 7e                                  | France         | Vincent Luis      | 1 h 46 min 12 s | 17 min 26 s | 48 s | 55 min 4 s  | 33 s | 32 min 21 s | + 1 min 11 s |
| 8e                                  | Espagne        | Mario Mola        | 1 h 46 min 26 s | 17 min 37 s | 46 s | 56 min 18 s | 33 s | 31 min 12 s | + 1 min 25 s |

| Place | Pays             | Triathlète             | Temps           | Écart         |
| ----- | ---------------- | ---------------------- | --------------- | ------------- |
| 9e    | Australie        | Aaron Royle            | 1 h 46 min 42 s | + 1 min 41 s  |
| 10e   | Australie        | Ryan Bailie            | 1 h 47 min 2 s  | + 2 min 1 s   |
| 11e   | Slovaquie        | Richard Varga          | 1 h 47 min 17 s | + 2 min 16 s  |
| 12e   | Mexique          | Crisanto Grajales      | 1 h 47 min 28 s | + 2 min 27 s  |
| 13e   | Norvège          | Kristian Blummenfelt   | 1 h 47 min 31 s | + 2 min 30 s  |
| 14e   | Italie           | Alessandro Fabian      | 1 h 47 min 35 s | + 2 min 34 s  |
| 15e   | Canada           | Tyler Mislawchuk       | 1 h 47 min 50 s | + 2 min 49 s  |
| 16e   | Suisse           | Andrea Salvisberg      | 1 h 47 min 56 s | + 2 min 55 s  |
| 17e   | Nouvelle-Zélande | Ryan Sissons           | 1 h 48 min 1 s  | + 3 min 0 s   |
| 18e   | Espagne          | Fernando Alarza        | 1 h 48 min 8 s  | + 3 min 7 s   |
| 19e   | Suisse           | Sven Riederer          | 1 h 48 min 15 s | + 3 min 14 s  |
| 20e   | Hongrie          | Gábor Faldum           | 1 h 48 min 20 s | + 3 min 19 s  |
| 21e   | Nouvelle-Zélande | Tony Dodds             | 1 h 48 min 24 s | + 3 min 23 s  |
| 22e   | Mexique          | Irving Pérez           | 1 h 48 min 26 s | + 3 min 25 s  |
| 23e   | États-Unis       | Joe Maloy              | 1 h 48 min 30 s | + 3 min 29 s  |
| 24e   | Australie        | Ryan Fisher            | 1 h 48 min 34 s | + 3 min 33 s  |
| 25e   | France           | Pierre Le Corre        | 1 h 48 min 36 s | + 3 min 35 s  |
| 26e   | Israël           | Ron Darmon             | 1 h 48 min 41 s | + 3 min 40 s  |
| 27e   | Espagne          | Vicente Hernandez      | 1 h 48 min 50 s | + 3 min 49 s  |
| 28e   | Danemark         | Andreas Schilling      | 1 h 48 min 56 s | + 3 min 55 s  |
| 29e   | États-Unis       | Ben Kanute             | 1 h 48 min 59 s | + 3 min 58 s  |
| 30e   | Costa Rica       | Leonardo Chacón        | 1 h 49 min 6 s  | + 4 min 5 s   |
| 31e   | Russie           | Igor Polyansky         | 1 h 49 min 11 s | + 4 min 10 s  |
| 32e   | Russie           | Dmitry Polyansky       | 1 h 49 min 26 s | + 4 min 25 s  |
| 33e   | Hongrie          | Tamás Tóth             | 1 h 50 min 2 s  | + 5 min 1 s   |
| 34e   | Italie           | Davide Uccellari       | 1 h 51 min 6 s  | + 6 min 5 s   |
| 35e   | Portugal         | João Silva             | 1 h 51 min 33 s | + 6 min 32 s  |
| 36e   | France           | Dorian Coninx          | 1 h 51 min 50 s | + 6 min 49 s  |
| 37e   | États-Unis       | Gregory Billington     | 1 h 52 min 4 s  | + 7 min 3 s   |
| 38e   | Belgique         | Jelle Geens            | 1 h 52 min 5 s  | + 7 min 4 s   |
| 39e   | Azerbaïdjan      | Rostislav Pevtsov      | 1 h 52 min 6 s  | + 7 min 5 s   |
| 40e   | Irlande          | Bryan Keane            | 1 h 52 min 9 s  | + 7 min 8 s   |
| 41e   | Brésil           | Diogo Sclebin          | 1 h 52 min 32 s | + 7 min 31 s  |
| 42e   | Canada           | Andrew Yorke           | 1 h 52 min 46 s | + 7 min 43 s  |
| 43e   | Porto Rico       | Manuel Huerta          | 1 h 53 min 22 s | + 8 min 21 s  |
| 44e   | Portugal         | Miguel Arraiolos       | 1 h 53 min 35 s | + 8 min 34 s  |
| 45e   | Argentine        | Gonzalo Raul Tellechea | 1 h 53 min 43 s | + 8 min 42 s  |
| 46e   | Jordanie         | Lawrence Fanous        | 1 h 55 min 5 s  | + 10 min 4 s  |
| 47e   | Autriche         | Thomas Springer        | 1 h 55 min 14 s | + 10 min 13 s |
| 48e   | Argentine        | Luciano Taccone        | 1 h 55 min 30 s | + 10 min 29 s |
| 49e   | Ukraine          | Ivan Ivanov            | 1 h 56 min 0 s  | + 10 min 59 s |
| 50e   | Chine            | Faquan Bai             | 1 h 58 min 8 s  | + 13 min 7 s  |
|       | Royaume-Uni      | Gordon Benson          | DNF             |               |
|       | Russie           | Alexander Bryukhankov  | DNF             |               |
|       | Barbade          | Jason Wilson           | DNF             |               |
|       | Japon            | Hirokatsu Tayama       | LAT             |               |
|       | Mexique          | Rodrigo González       | LAT             |               |

### Classement femmes
| Place                               | Pays             | Triathlète           | Temps           | Nat         | T1   | Vélo           | T2   | CàP         | Écart        |
| ----------------------------------- | ---------------- | -------------------- | --------------- | ----------- | ---- | -------------- | ---- | ----------- | ------------ |
| Médaille d'or, Jeux olympiques      | États-Unis       | Gwen Jorgensen       | 1 h 56 min 16 s | 19 min 12 s | 56 s | 1 h 1 min 21 s | 38 s | 34 min 9 s  | 0 s          |
| Médaille d'argent, Jeux olympiques  | Suisse           | Nicola Spirig        | 1 h 56 min 56 s | 19 min 12 s | 54 s | 1 h 1 min 22 s | 38 s | 34 min 50 s | + 40 s       |
| Médaille de bronze, Jeux olympiques | Royaume-Uni      | Vicky Holland        | 1 h 57 min 1 s  | 19 min 9 s  | 54 s | 1 h 1 min 26 s | 38 s | 34 min 54 s | + 51 s       |
| 4e                                  | Royaume-Uni      | Non Stanford         | 1 h 57 min 4 s  | 19 min 10 s | 53 s | 1 h 1 min 25 s | 41 s | 34 min 55 s | + 54 s       |
| 5e                                  | Chili            | Bárbara Riveros Díaz | 1 h 57 min 29 s | 19 min 13 s | 52 s | 1 h 1 min 24 s | 39 s | 35 min 21 s | + 1 min 13 s |
| 6e                                  | Australie        | Emma Moffatt         | 1 h 57 min 55 s | 19 min 7 s  | 58 s | 1 h 1 min 24 s | 37 s | 35 min 49 s | + 1 min 39 s |
| 7e                                  | Nouvelle-Zélande | Andrea Hewitt        | 1 h 58 min 15 s | 19 min 4 s  | 56 s | 1 h 1 min 28 s | 41 s | 36 min 6 s  | + 1 min 59 s |
| 8e                                  | Bermudes         | Flora Duffy          | 1 h 58 min 25 s | 19 min 6 s  | 52 s | 1 h 1 min 29 s | 41 s | 36 min 15 s | + 2 min 9 s  |

| Place | Pays             | Triathlète             | Temps           | Écart         |
| ----- | ---------------- | ---------------------- | --------------- | ------------- |
| 9e    | Mexique          | Claudia Rivas          | 1 h 58 min 28 s | + 2 min 12 s  |
| 10e   | Pays-Bas         | Rachel Klamer          | 1 h 58 min 55 s | + 2 min 39 s  |
| 11e   | Afrique du Sud   | Mari Rabie             | 1 h 59 min 13 s | + 2 min 57 s  |
| 12e   | Australie        | Erin Densham           | 1 h 59 min 27 s | + 3 min 11 s  |
| 13e   | Nouvelle-Zélande | Nicky Samuels          | 1 h 59 min 30 s | + 3 min 14 s  |
| 14e   | Suisse           | Jolanda Annen          | 1 h 59 min 42 s | + 3 min 26 s  |
| 15e   | Japon            | Yuka Sato              | 2 h 0 min 1 s   | + 3 min 45 s  |
| 16e   | Suède            | Lisa Norden            | 2 h 0 min 3 s   | + 3 min 47 s  |
| 17e   | Italie           | Charlotte Bonin        | 2 h 0 min 48 s  | + 4 min 32 s  |
| 18e   | États-Unis       | Katie Zaferes          | 2 h 0 min 55 s  | + 4 min 39 s  |
| 19e   | Royaume-Uni      | Helen Jenkins          | 2 h 1 min 7 s   | + 4 min 51 s  |
| 20e   | Russie           | Alexandra Razarenova   | 2 h 1 min 9 s   | + 4 min 53 s  |
| 21e   | Irlande          | Aileen Reid            | 2 h 1 min 14 s  | + 4 min 58 s  |
| 22e   | Pologne          | Agnieszka Jerzyk       | 2 h 1 min 27 s  | + 5 min 11 s  |
| 23e   | Afrique du Sud   | Gillian Sanders        | 2 h 1 min 29 s  | + 5 min 13 s  |
| 24e   | Hongrie          | Zsófia Kovács          | 2 h 1 min 29 s  | + 5 min 13 s  |
| 25e   | Russie           | Mariya Shorets         | 2 h 1 min 33 s  | + 5 min 17 s  |
| 26e   | Australie        | Ashleigh Gentle        | 2 h 1 min 44 s  | + 5 min 28 s  |
| 27e   | Tchéquie         | Vendula Frintová       | 2 h 1 min 49 s  | + 5 min 33 s  |
| 28e   | Allemagne        | Laura Lindemann        | 2 h 1 min 52 s  | + 5 min 36 s  |
| 29e   | Italie           | Annamaria Mazzetti     | 2 h 1 min 53 s  | + 5 min 37 s  |
| 30e   | France           | Cassandre Beaugrand    | 2 h 2 min 18 s  | + 6 min 2 s   |
| 31e   | Slovénie         | Mateja Šimic           | 2 h 2 min 28 s  | + 6 min 12 s  |
| 32e   | Russie           | Anastasia Abrosimova   | 2 h 2 min 45 s  | + 6 min 29 s  |
| 33e   | Mexique          | Cecilia Pérez          | 2 h 2 min 47 s  | + 6 min 31 s  |
| 34e   | Canada           | Amélie Kretz           | 2 h 2 min 48 s  | + 6 min 32 s  |
| 35e   | France           | Audrey Merle           | 2 h 2 min 53 s  | + 6 min 37 s  |
| 36e   | Allemagne        | Anne Haug              | 2 h 2 min 56 s  | + 6 min 40 s  |
| 37e   | Autriche         | Sara Vilic             | 2 h 3 min 10 s  | + 6 min 54 s  |
| 38e   | Ukraine          | Yuliya Yelistratova    | 2 h 3 min 27 s  | + 7 min 11 s  |
| 39e   | Japon            | Ai Ueda                | 2 h 3 min 37 s  | + 7 min 21 s  |
| 40e   | Brésil           | Pâmella Oliveira       | 2 h 4 min 3 s   | + 7 min 47 s  |
| 41e   | Canada           | Kirsten Sweetland      | 2 h 4 min 16 s  | + 8 min 0 s   |
| 42e   | Canada           | Sarah-Anne Brault      | 2 h 4 min 28 s  | + 8 min 12 s  |
| 43e   | Espagne          | Miriam Casillas García | 2 h 5 min 32 s  | + 9 min 16 s  |
| 44e   | Estonie          | Kaidi Kivioja          | 2 h 5 min 42 s  | + 9 min 26 s  |
| 45e   | Hongrie          | Margit Vanek           | 2 h 6 min 54 s  | + 10 min 38 s |
| 46e   | Japon            | Yurie Kato             | 2 h 7 min 50 s  | + 11 min 34 s |
| 47e   | Équateur         | Elizabeth Bravo        | 2 h 7 min 52 s  | + 11 min 36 s |
| 48e   | Chine            | Lianyuan Wang          | 2 h 11 min 12 s | + 14 min 56 s |
|       | Espagne          | Ainhoa Murua           | DNF             |               |
|       | Maurice          | Fabienne St Louis      | DNF             |               |
|       | États-Unis       | Sarah True             | LAP             |               |
|       | Autriche         | Julia Hauser           | LAP             |               |
|       | Espagne          | Carolina Routier       | LAP             |               |
|       | Belgique         | Claire Michel          | LAP             |               |
|       | Belgique         | Katrien Verstuyft      | LAP             |               |

### Tableau des médailles
| Rang  | Nation          | Or | Argent | Bronze | Total |
| ----- | --------------- | -- | ------ | ------ | ----- |
| 1     | Grande-Bretagne | 1  | 1      | 1      | 3     |
| 2     | États-Unis      | 1  | 0      | 0      | 1     |
| 3     | Suisse          | 0  | 1      | 0      | 1     |
| 4     | Afrique du Sud  | 0  | 0      | 1      | 1     |
| Total | Total           | 2  | 2      | 2      | 6     |